# Sphaeradenia crassiceps
Sphaeradenia crassiceps är en enhjärtbladig växtart som beskrevs av R.Erikss. Sphaeradenia crassiceps ingår i släktet Sphaeradenia och familjen Cyclanthaceae. Inga underarter finns listade.